# Дерси
Дерси́ (фр. Dercy) — коммуна во Франции, находится в регионе Пикардия. Департамент коммуны — Эна. Входит в состав кантона Марль. Округ коммуны — Лан.
Код INSEE коммуны — 02261.

## Население
Население коммуны на 2010 год составляло 367 человек.
| 1962 | 1968 | 1975 | 1982 | 1990 | 1999 | 2010 |
| ---- | ---- | ---- | ---- | ---- | ---- | ---- |
| 468  | 412  | 386  | 381  | 361  | 399  | 367  |

## Экономика
В 2010 году среди 207 человек трудоспособного возраста (15—64 лет) 145 были экономически активными, 62 — неактивными (показатель активности — 70,0 %, в 1999 году было 64,5 %). Из 145 активных жителей работали 140 человек (87 мужчин и 53 женщины), безработных было 5 (1 мужчина и 4 женщины). Среди 62 неактивных 12 человек были учениками или студентами, 20 — пенсионерами, 30 были неактивными по другим причинам.